# Noble County, Indiana
Noble County är ett administrativt område i nordöstra delen av delstaten Indiana, USA. Den administrativa huvudorten (county seat) är Albion.  
Hit kom de första europeiska bosättarna 1830-1840. Det finns två teorier angående countyts namn. Enligt den första versionen fick området sitt namn efter James Noble, som flyttade in till området och valdes till senator 1816 när Indiana blev en av USA:s delstater. Enligt den andra versionen ville man helt enkelt hylla Noah Noble som var guvernör vid tidpunkten för countyts grundande.

## Geografi
Enligt United States Census Bureau har countyt en total area på 1 087 km². 1 070 km² av den arean är land och 17 km² är vatten.

### Angränsande countyn
- LaGrange County - norr
- Steuben County - nordost
- DeKalb County - öst
- Allen County - sydost
- Whitley County - söder
- Kosciusko County - sydväst
- Elkhart County - nordväst